# Swilland
Swilland is een civil parish in het bestuurlijke gebied East Suffolk, in het Engelse graafschap Suffolk. In 2001 telde het civil parish 164 inwoners. Swilland komt in het Domesday Book (1086) voor als 'Suinlanda'. Het heeft een kerk. De civil parish telt 10 monumentale panden.